# دوره آکواریوس
دورهٔ آکواریوس (آبریز/دُل/دلو) که بر پایهٔ صورت فلکی و برجی از برج‌های دوازده‌گانهٔ به همین نام نامگذاری شده‌است.
روش‌های گوناگون برای سنجش مرزهای دوران اختربینی در میان است. در سال ۱۹۳۰ (IAU) انجمن ستاره‌شناسی جهانی، کار مرزبندی نقشهٔ آسمان را به انجام رسانید. برخی اختربینان نیز مانند اخترشناسان به این مرزبندی‌ها پایبند بوده، اندازه‌گیری‌های خود بر پایهٔ این مرزبندی‌ها و شناسه‌ها استوار می‌کنند. ژان میوز بلژیکی از اخترشناسان سرشناس و جادوگران ریاضی بر پایهٔ همین مرزبندی‌های استاندارسازی شده سال ۶۸ پیش از میلاد را هنگام گذر خورشید از میانگان بهاری (نقطهٔ اعتدال) در صورت فلکی بره (حمل) به صورت آسمانی ماهی (حوت) برشمرده و گذر به صورت آسمانی آبریز (دُل/دلو/آکواریوس) را در سال ۲۵۹۷ میلادی دانسته است.
در بخش‌بندی IAU، اندازهٔ صورت‌های فلکی دوازده‌گانه با هم برابر نیست و برای نمونه درازای برشی که صورت فلکی ماهی را دربردارد بیش از ۳۰ درجه است. بیشتر اختربینان گرایش دارند که جادهٔ آسمانی سالانه خورشید (دایره‌البروج) را به دوازده برش ۳۰ درجه‌ای برابر (همگی باهم برابر ۳۶۰ درجه) بخش‌بندی کنند. افزون‌بر اینکه هیچ دیدگاه همسانی دربارهٔ آغاز دوران آبریز (آکواریوس) در میان اختربینان نیست، هیچ همرایی دربارهٔ آغاز دوران پیش از آن (دوران ماهی) نیز در میان نیست. در کتاب اختربینی های جهان نوشتهٔ نیکولاس کامپیون تاریخ آغاز این دوران از ۱۴۴۷ تا ۳۵۹۷ گفته شده‌است. بر پایهٔ آماری که وی از دیدگاه‌ها در این زمینه در دسترس گذاشته است، بیشترین ارزیابی‌ها و برآوردها (بیست و نه دیدگاه) سدهٔ بیستم را آغاز این دوران می‌دانند و در جایگاه دوم (با دوازده دیدگاه) سدهٔ بیست و چهارم جای دارد.
بر پایهٔ یکی از اندازه‌گیری‌ها و برابرانگاری اندازهٔ ۳۰ درجه‌ای دوازده صورت فلکی راه سالانه خورشید، در سال ۲۰۱۲ ستارهٔ شیردل (نَخو/قلب‌الاسد) در میانگان پاییزی (اعتدال) از صورت فلکی شیر (اسد) به صورت فلکی خوشه (دوشیزه/سنبله) رسید که مرز باستانی صورت آسمانی ماهی (حوت) و آبریز (دُل/دلو/آکواریوس) را به ۱۵۰ درجه غرب آن جابجا کرد. بدین‌سان بر پایهٔ چنین برابرانگاری در اندازه‌گیری دوازده صورت فلکی، دوران آبریز (آکواریوس/دلو) در سال ۲۰۱۲ آغاز شده‌است.
در اختربینی خورشیدنشان، برج حمل نخستین نشانه است و پس از آن برج ثور، جوزا، سرطان، اسد، برج سنبله، برج میزان، عقرب، قوس، برج جدی، دلو و حوت، و پس از آن چرخهٔ دوباره به برج حمل بر می‌گردد. دوران اختربینی به سوی وارونه («گذشته نگری» در اختربینی) پیش می‌روند؛ بنابراین، دوران اختربینی، برج ماهی را دنبال می‌کند.